# Форест, Джон
Джон Форест (англ. John Forest, около 1471, Оксфорд, Королевство Англия — 22 мая 1538, Лондон, Королевство Англия) — блаженный Римско-Католической церкви, мученик, францисканец.

## Биография
Джон Форест родился в 1471 году в Лондоне. В 1491 году вступил во францисканский монастырь. Изучал богословие в Оксфордском университете. Позднее был духовником первой жены Генриха VIII Екатерины Арагонской.
В 1534 году во время проповеди выступил против Томаса Кромвеля, за что был арестован в заключён в Ньюгетской тюрьме. После освобождения находился под домашним арестом во францисканском монастыре вместе с Екатериной Аргонской и другим монахом Томасом Эйбеллом. В это время он написал трактат, в котором указывал, что Генрих VIII узурпировал духовную власть.
8 апреля 1538 года Джон Форест был вызван к архиепископу Кентерберийскому Томасу Кренмеру для принесения присяги Генриху VIII, который ранее объявил себя главой английской церкви. Джон Форест отказался дать присягу, за что был арестован и осуждён на смертную казнь.
22 мая 1538 года Джон Форест был сожжён на костре.

## Прославление
9 декабря 1886 года Римским папой Львом XIII он был причислен к лику блаженных вместе с группой 53 английских мучеников.

## Источник
- Demaus, Robert, Hugh Latimer: a biography. Religious Tract Society, London, United Kingdom. 1901, стр. 293
- Duffy, Eamon. (2005) The Stripping of the Altars. Yale University Press, New Haven, Connecticut, USA. 2205, 2nd. Edition, стр. 404, ISBN 0-300-10828-1